# 버지니아 세일

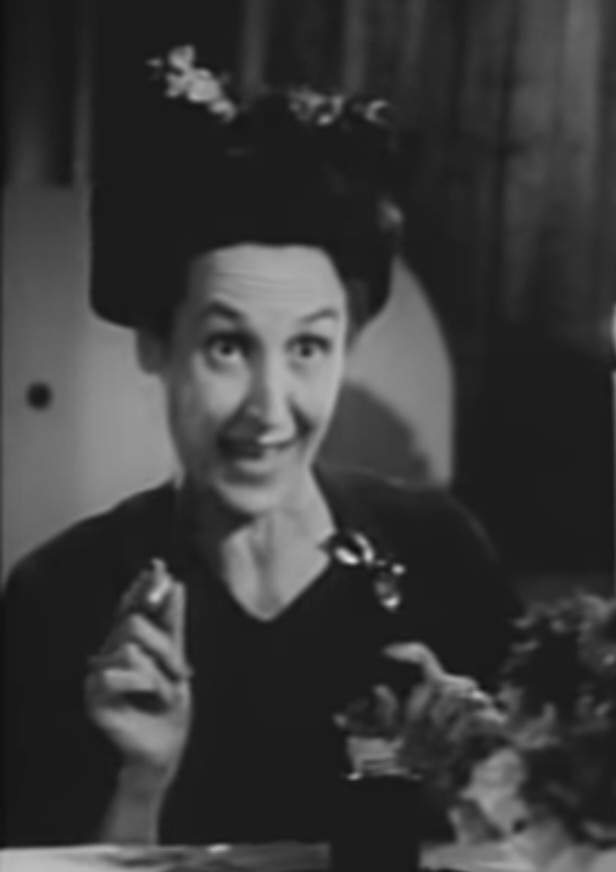

버지니아 세일(Virginia Sale, 1899년 5월 20일 ~ 1992년 8월 23일)은 미국의 연극 배우, 각본가, 영화배우이다.
어배너에서 태어났으며 우들랜드힐스에서 사망하였다. 알링턴 국립묘지에 매장되었다.

## 영화
- 성공시대 (1967년)
- 스타 인 더 나잇 (1945년)
- 허 럭키 나이트 (1945년)
- 캔트 헬프 싱잉 (1944년)
- 레버릴 위드 비벌리 (1943년)
- 허스 투 홀드 (1943년)
- 갱스 올 히어 (1943년)
- 미스 애니 루니 (1942년)
- 뉴올리언스의 불빛 (1941년)
- 유어 어 스윗하트 (1937년)
- 토퍼 (1937년)
- 쓰리 멘 온 어 호스 (1936년) - 체임버메이드 역
- 올리버 트위스트 (1933년)
- 투 영 투 메리 (1931년)
- 허 매제스티, 러브 (1931년)
- 비에니즈 나이츠 (1930년)
- 브라이트 라이츠 (1930년)
- 쇼 걸 인 헐리우드 (1930년)
- 뉴 문 (1930년)
- 로드 바이론 오브 브로드웨이 (1930년)
- 해롤드 틴 (1928년)